# Shahrestān di Mehr
Lo shahrestān di Mehr o Mohr (farsi شهرستان مهر) è uno dei 29 shahrestān della provincia di Fars, in Iran. Il capoluogo è Mehr. Lo shahrestān è suddiviso in 4 circoscrizioni (bakhsh): 
- Centrale (بخش مرکزی)
- Asir (بخش اسیرز)
- Gallehdar (بخش گله‌دار)
- Varavi (بخش وراوی)